# Rena segrega
Espèce
Synonymes
- Leptotyphlops humilis segregus Klauber, 1939
- Rena humilis segregus (Klauber, 1939)

Rena segrega est une espèce de serpents de la famille des Leptotyphlopidae.

## Répartition
Cette espèce se rencontre :
- aux États-Unis dans le sud-est de l'Arizona, au Nouveau-Mexique et au Texas ;
- au Mexique dans le nord du Coahuila.

## Publication originale
- Klauber, 1939 : A new subspecies of the western worm snake. Transactions of the San Diego Society of Natural History, vol. 9, no 14, p. 67-68 (texte intégral).